# Pesche - MonteTotila
Pesche - MonteTotila este o arie protejată (arie specială de conservare — SAC, sit de importanță comunitară — SCI) din Italia întinsă pe o suprafață de 2.328 ha, integral pe uscat.

## Localizare
Centrul sitului Pesche - MonteTotila este situat la coordonatele 41°38′26″N 14°17′02″E / 41.640556°N 14.283889°E.

## Înființare
Situl Pesche - MonteTotila a fost declarat sit de importanță comunitară în septembrie 1995 pentru a proteja 24 de specii de animale. Situl a fost protejat și ca arie specială de conservare în martie 2017.

## Biodiversitate
Situată în ecoregiunea mediteraneană, aria protejată conține 10 habitate naturale: Pajiști uscate seminaturale și facies de acoperire cu tufișuri pe substraturi calcaroase (Festuco-Brometalia) (* situri importante pentru orhidee), Păduri panonice-balcanice de stejar turcesc - stejar sesil, Pante stâncoase calcaroase cu vegetație casmofită, Pajiști carstice calcaroase sau bazofile, de Alysso-Sedion albi, Păduri ilirice de stejar și carpen (Erythronio-Carpinion), Păduri de fag din Apenini cu Taxus și Ilex, Păduri de stejar alb estice, Păduri de Quercus ilex și Quercus rotundifolia, Formațiuni de Juniperus communis pe lande sau pajiști calcaroase, Pseudostepă cu ierburi și specii anuale de Thero-Brachypodietea.
La baza desemnării sitului se află mai multe specii protejate:
- păsări (20): uliu păsărar (Accipiter nisus), fâsă-de-câmp (Anthus campestris), șorecarul comun (Buteo buteo), Certhia brachydactyla, cojoaica de pădure (Certhia familiaris), șerpar (Circaetus gallicus), botgros (Coccothraustes coccothraustes), porumbel de scorbură (Columba oenas), corb (Corvus corax), ciocănitoare pestriță mare (Dendrocopos major), Dryobates minor, șoim călător (Falco peregrinus), muscar-gulerat (Ficedula albicollis), sfrâncioc roșiatic (Lanius collurio), gaia neagră (Milvus migrans), gaia roșie (Milvus milvus), mierlă de piatră (Monticola saxatilis), viespar (Pernis apivorus), huhurez mic (Strix aluco), sturzul de vâsc (Turdus viscivorus)
- mamifere (1): lupul (Canis lupus)
- nevertebrate (3): croitorul mare al stejarului (Cerambyx cerdo), fluturele de noapte (Eriogaster catax), Euplagia quadripunctaria

Pe lângă speciile protejate, pe teritoriul sitului au mai fost identificate 21 de specii de plante, 1 specie de amfibieni, 1 specie de mamifere, 1 specie de nevertebrate.